# Christliches Centrum Rhema
Das Christliche Centrum Rhema e. V. (CCR) ist eine freie Religionsgemeinschaft neupfingstlicher Prägung in Bayreuth und in Weidenberg. Die Organisation bezeichnet sich selbst als „dynamische, christliche Gemeinde mit Pioniercharakter“. Sie entstand 1993. Überregionale Selbstbezeichnungen sind Glory International oder Katharine Siegling Ministries. Die Gemeinde CCR ist vor einigen Jahren von Bayreuth in ihr Schulungszentrum im nahegelegenen Weidenberg umgezogen.

## Geistliche Ausrichtung
Nach eigenen Angaben sei das Interesse der Gemeinde auf das Werk des Heiligen Geistes gerichtet, der zu Hoffnung, Liebe und Vertrauen unter den Gläubigen führe. Menschliche Erfahrungen werden abgelehnt. Die Theologie eines Menschen müsse sich „im Wort Gottes auf die Person Jesu Christi gründen und durch das Feuer des Heiligen Geistes entzündet sein.“ Die Situation Deutschlands wird als die eines christlichen Lands bezeichnet, das in Neid, Hass, Bitterkeit und anderen Lastern schmore. Die eigene Gemeinde bilde sich demgegenüber als Netzwerk mit dem Ziel, die zu fördern, die entschlossen seien, vollmächtig und frei die wiederherstellende christliche Botschaft „in der Kraft und Erweisung des Heiligen Geistes über die Mauern hinaus zu verkündigen.“
Die Gemeindeleiterin, Katharine Siegling, wird mit den Worten zitiert: „Gott hat mir eine Vision gegeben, für diese ganze Stadt. Ich will die ganze Stadt einnehmen. Ob es dieser Stadt passt oder nicht, es wird geschehen.“
Gleichzeitig grenzt sich die Gemeinschaft von anderen christlichen Kirchen scharf ab. Andere Christen gelten als verblendet „durch die kirchlichen Traditionen einer falschen, toten Religion.“ Die Zusammenarbeit mit Gemeinden der Evangelischen Allianz sei „eine geistliche Katastrophe für die charismatische Szene.“ Auch von der Charismatischen Bewegung „von Hamburg bis Röhrenbach“ grenzt sich Glory International auf seiner Webseite ab. Der auf der Webseite der Gemeinde wiedergegebene Bericht rechtfertigt dies mit dem als ungeheuchelt und beeindruckend beschriebenen Glaubens- und Lebensstil, der beim CCR gelebt werde. Die Gottesdienste seien keine starre Liturgie, sondern von der Führung des Heiligen Geistes geprägt. Die Predigten werden als klar und feurig beschrieben. Sie vermittelten die Wirksamkeit des Wortes Gottes.

## Kritik
Für den Beauftragten für religiöse und geistige Strömungen der evangelischen Kirche in Bayern, Kirchenrat Bernhard Wolf (Nürnberg), gehört das Zentrum zu den totalitären Bewegungen. Nach seinen Worten gehörten vor allem Frauen der Gemeinde an. Wenn sich der Mann nicht einbringe, werde den Frauen geraten, sich von ihm zu trennen. Sie würden „angehalten, ihren Beruf aufzugeben, ihr Haus zu verkaufen und in die oberfränkische Stadt zu ziehen. Langfristig plant das Christliche Centrum […] ein eigenes Dorf mit Schule und Supermarkt zu errichten.“ Eine selbsternannte Pastorin fordere ihre Anhänger auf, sich von Ungläubigen und der dämonischen Welt zu trennen: „Und wenn du dich falsche Autoritäten unterordnest, das bedeutet, da hast du deine Rechte an diese falsche Autoritäten abgegeben. Sie herrschen über dir.… Es ist endlich mal Zeit, dass du diese Tradition brichst! Schmeiß das Joch ab!“ (Katherine Siegling) Von Aussteigern ist bekannt, dass das Einzugsgebiet des Zentrums bis über Nürnberg hinausreicht. In der Vergangenheit sei es wiederholt zu Auseinandersetzungen und Prozessen mit Angehörigen von Gemeindemitgliedern und Kritikern gekommen.

### Kontroverse um die Schulpflicht
Überregional treten Anhänger des CCR als Vertreter des Hausunterrichts (Homeschooling-Bewegung) in Erscheinung. Sie wenden sich spätestens seit 2006 gegen die staatliche Schulpflicht. In der Fernsehsendung Kontraste berichtete die ARD am Beispiel einer Großmutter unter dem Titel „Abgeschottet und ausgeliefert – wie dubiose Glaubensgemeinschaften Kinder um Lebenschancen bringen“, wie eine Frau um das Recht ihrer Enkelkinder auf einen regulären Schulabschluss kämpft.